# 懿明夫人
懿明夫人（?—?），新羅第49代君主宪康王金晸的夫人，第52代君主孝恭王金峣的母亲。
懿明夫人嫁给宪康王金晸，生下儿子金峣。886年（宪康王十二年、唐僖宗光启二年），宪康王去世。儿子金峣年幼，由没有即位而宪康王的弟弟金晃即位，是为定康王。887年（定康王二年、光启三年），定康王去世，其妹金曼即位，是为真圣女王。897年（真圣王十一年、唐昭宗乾宁四年）, 真圣女王去世，金峣才得以即位，是为孝恭王。898年（孝恭王二年、乾宁五年）正月, 孝恭王尊母亲金氏爲義明王太后。懿明夫人有两个女儿：義成王后嫁给朴景晖、桂娥太后嫁给金孝宗。912年（孝恭王十六年、梁太祖乾化二年）, 孝恭王死后无子，朴景晖即位为神德王。927年（景哀王四年、唐明宗天成二年），神德王的儿子景哀王被后百济国王甄萱杀害，桂娥太后和金孝宗的儿子金傅即位，是为敬顺王。

## 家族
- 丈夫：第49代宪康王金晸
  - 女儿：義成王后
  - 女婿：第53代神德王朴景晖
    - 外孙：第54代景明王朴昇英
    - 外孙：第55代景哀王朴魏膺

  - 儿子：第52代孝恭王金峣
  - 女儿：桂娥太后
  - 女婿：金孝宗
    - 外孙：第56代敬顺王金傅